# 료후 카르마
료후 카르마(呂布カルマ/Ryoff Karma, 1983년 1월 7일 ~ )는 일본의 래퍼이다. 그는 또한 재능있는 방송인 및 평론가로도 유명하다. 배우와 성우로서의 경력을 가지고 있으며, 일본 랩 배틀에서 가장 강한 래퍼 중 한 명으로 평가받고 있다.

## 개요
그의 래퍼로서의 특징은 랩 배틀에서의 강함이다. 자세한 내용은 "평가" 섹션을 참조하라.
그는 또한 인기 있는 TV 인물이다. 2023년에는 156개의 TV 프로그램에 출연했다..
그는 많은 광고에 랩을 제공하고 직접 출연했다. 가장 유명한 CM은 2022년에 AC Japan(광고 위원회)이 제작한 "Tolerant Rap(寛容ラップ)"이다..
Ryoff는 야쿠자의 모습을 하고 있다.. 이 CM에서는 Ryoff가 나이 든 여성에게 친절하게 랩을 했다.. 이 광고는 2022년에 많은 상을 받았다..
Ryoff는 또한 비평가로서 활동하고 있다. 그는 수영복 모델과 만화를 비평하는 데 특화되어 있다. Ryoff는 예술 대학의 일러스트레이션 학과를 졸업했다.. 그는 수영복 모델의 몸을 예술로 보고 있다. 대학 시절에는 만화가를 꿈꾸었다.. 그는 그림을 그리고 만화를 만드는 데 능숙하여 종종 만화 비평 및 홍보 작업을 한다.
Ryoff는 공식 웹사이트가 없으며 X(Twitter)에서 정보를 공유한다.. 그의 발언은 종종 도발적이다.. 그는 종종 소셜 미디어에서 일반인과 논쟁을 벌인다..
2024년 9월, 그는 돗토리 현의 시골 역 디자인을 비판했다. 많은 일본 사람들이 그의 발언을 비판했지만, 그 시골 역은 그의 발언 덕분에 유명해졌다.. 돗토리 현지사와 철도 관계자들은 Ryoff에 대해 긍정적인 발언을 했다.. 얼마 지나지 않아 돗토리 현은 캠페인을 시작했다.. 이는 Ryoff가 소셜 미디어를 통해 사회에 영향을 미치는 방식을 보여준다.

## 평가
그는 랩 배틀에서 "가장 강하다"고 평가받고 있다. 많은 신문, TV 프로그램, 잡지에서 그를 가장 강한 래퍼로 평가했다. 아래 표는 다양한 미디어 매체에서 그에 대한 평가를 요약한 것이다.
| 미디어                          | 설명                                            |
| ------------------------------- | ----------------------------------------------- |
| 후지-TV                         | 가장 강한 래퍼, Ryoff Karma                     |
| 호치 스포츠 신문                | 가장 강한 래퍼, Ryoff Karma                     |
| 포브스 JAPAN                    | 가장 강한 래퍼로 알려진 Ryoff Karma             |
| 도카이-TV                       | 일본의 가장 강한 래퍼, Ryoff Karma              |
| 후지-TV ‘메자마시 8’            | 일본을 대표하는 래퍼 중 하나인 Ryoff Karma      |
| 아베마TV ‘프리스타일 일본 통일’ | 가장 강력한 현역 래퍼                           |
| 도쿄-TV                         | 래퍼의 왕, Ryoff Karma                          |
| 다 빈치 웹                      | 전투에서 비할 데 없는 강력한 현역 래퍼 중 하나. |
| 타운 뉴스                       | 일본의 대표적인 래퍼                            |
| 리얼 사운드                     | 가장 강한 현역 래퍼, Ryoff Karma                |
| BOOK Watch                      | 일본의 대표적인 래퍼 중 하나, Ryoff Karma       |
| 뉴스 크런치                     | 일본 힙합을 대표하는 래퍼 중 하나               |
| CREATIVITY 대학 (하쿠호도)      | 일본을 대표하는 래퍼, Ryoff Karma               |
| SPORTS BULL                     | 가장 강한 현역 배틀 래퍼로 알려져 있다          |

"Nikkei MJ" 시리즈는 일본 경제 신문(Nihon Keizai Shimbun)이 일본 래퍼들의 업적을 다룬 기사이다. 이 기사는 "R-Shitei(ja:R-指定 (ラッパー))와 Ryoff Karma와 같은 카리스마 있는 래퍼들이 미디어에 자주 등장하기 시작했다"고 언급했다.
래퍼 SKRYU는 'SENGOKU MC BATTLE'을 포함한 여러 대회에서 우승했다. 한 여성 주간지 인터뷰에서 SKRYU는 "앞으로는 R-Shitei와 Ryoff Karma처럼 TV 스타가 되고 싶다"고 말했다..

## TV 출연
그는 2023년에 TV 인물로 돌파구를 마련했다. 그 해 그는 156번의 텔레비전 출연을 기록하며 "2023년 돌파 재능" 목록에서 8위를 차지했다.
그가 TV 인물로 인기를 끌게 된 이유는 무엇일까? 여기 그 이유들이 있다.
- 독특한 외모: 그는 옛 일본 야쿠자를 닮았다.[32]
- 유머 감각: 그의 말투는 코미디언 같다.[33]
- 극단적인 발언을 해도 아무도 화내지 않는다: 그는 토론 프로그램에 적합하다.[34]
- 공손함: 그는 33세까지 평범한 회사 직원으로 일했다. 그는 또한 두 아이를 두고 있다.[35]
- 래퍼: 일본의 텔레비전 프로그램에 래퍼가 출연하는 것은 드문 일이다.[31]
- 학력: 그는 예술 대학을 졸업했다.[5]
- 어려운 주제도 다룰 수 있음: 그는 학자들이 출연하는 주간 라디오 프로그램을 진행한다.[36]

일본에서 가장 인기 있는 TV 인물 중 하나는 마츠코 디럭스다. 미디어는 Ryoff를 마츠코 디럭스와 비교하며 "Ryoff가 마츠코 디럭스와 같은 인물이 될 수 있다"고 말했다.
마츠코는 게이 크로스드레서로서 언더그라운드 세계에서 인기를 얻었다. Ryoff는 마츠코와 두 가지 공통점을 공유한다: 독특한 외모와 언더그라운드 배경.
Ryoff의 인기가 상승함에 따라 그를 싫어하는 사람들도 늘어났다. 2023년 상반기에 그는 "사람들이 받아들일 수 없는 돌파 스타" 목록에서 3위를 기록했다.

## 참고 자료
1. 1 2  “아키라 카와시마가 첫 연간 챔피언이 되다! 돌파 스타는 아이카 칸다! ～ 니혼 모니터 2023 탤런트 <간토/간사이> 프로그램 출연 순위 ～”. 《니혼 모니터》. 2023년 12월 6일.
2. ↑  “Tolerant Rap”. 《AC Japan 광고 아카이브》 (공익 사단 법인 AC Japan). 2022년 1월 1일. 2024년 10월 23일에 확인함.
3. 1 2  “Ryoff Karma 인터뷰: "내 가사에는 금기가 없다"”. 《Good Book Good Day》 (아사히 신문 출판). 2018년 9월 30일. 2024년 10월 23일에 확인함.
4. ↑  “AC JAPAN "Tolerant Rap"”. 《YouTube》 (Google). 2022년 7월 1일. 2024년 10월 23일에 확인함.
5. 1 2  “Ryoff Karma”. 《NUA-OB/OG》 (나고야 예술 대학). 2019년 10월 1일. 2024년 10월 23일에 확인함.
6. ↑  “전 만화가 지망생 Ryoff Karma가 말하는 그의 최고의 만화와 "다음 큰 만화"”. 《Da Vinci Web》 (KADOKAWA Corporation). 2023년 7월 7일. 2024년 10월 23일에 확인함.
7. ↑  “Ryoff Karma”. 《X(Twitter)》 (X INC). 2024년 10월 23일에 확인함.
8. ↑  “"폭력을 조장하는" Ryoff Karma, 화재 중 약탈자에 대한 논란이 된 의견으로 비판받다... "오늘날의 시점에서 비판하는 것은 무슨 의미가 있나?"”. 《Josei Jishin》 (코분샤). 2024년 1월 5일. 2024년 10월 23일에 확인함.
9. ↑  “Ryoff Karma: "소셜 미디어에서 말하는 사람들의 목소리는 어디에도 닿지 않는다" 그가 반발을 두려워하지 않는 이유: 아이치코치 오드리”. 《TV Tokyo Plus》 (TV Tokyo). 2023년 3월 6일. 2024년 10월 23일에 확인함.
10. ↑  “Ryoff Karma의 "소름 끼친다..."라는 핑크색 전부로 된 Koi-Yamagata 역에 대한 발언이 논란을 일으켰다. 철도 회사는 어떻게 대응했나?”. 《Yahoo! JAPAN News》 (Yahoo! JAPAN). 2024년 9월 24일. 2024년 10월 23일에 확인함.[깨진 링크(과거 내용 찾기)]
11. ↑  “돗토리 현지사 "논란에 기쁘게 속았다"... "사랑을 부르는 역" 핑크색으로 칠해진 것이 화제가 되다”. 《요미우리 신문 온라인》 (요미우리 신문). 2024년 9월 27일. 2024년 10월 23일에 확인함.
12. ↑  “논란: Ryoff Karma가 X에 "소름 끼친 핑크" Koi-Yamagata 역에 대해 게시하다. 돗토리 현지사의 반응: "당신은 우리 덫에 걸렸다!"”. 《Yahoo! JAPAN News》. 2024년 10월 4일. 2024년 10월 8일에 원본 문서에서 보존된 문서. 2024년 10월 23일에 확인함.
13. ↑  “"Koi-Yamagata 역 지원 프로젝트" 실시 예정”. 《돗토리 현》. 2024년 9월 26일.
14. ↑  “핑크 역과 사랑에 빠지다! 치즈 익스프레스의 Koi-Yamagata 역 PR 이벤트”. 《Nikkei》. 2024년 10월 3일.
15. ↑  “"절대 말싸움에서 지지 않는다" 가장 강한 래퍼 Ryoff Karma가 배틀에서”. 《FOD》 (후지 TV).
16. ↑  “가장 강한 래퍼 Ryoff Karma, 히로유키와의 토론으로 화제가 되어 인기가 상승! 그의 날카로운 눈썹은 자연스러운 것으로, 많은 사람들을 놀라게 했다”. 《호치 스포츠》.
17. ↑  “Ryoff Karma: 상대방을 비난하지 않는 "관용적인 랩"으로 주목받고 있는 래퍼”. 《Forbes JAPANA》 (linkties Co., Ltd.). 2022년 2월 13일. 2024년 10월 23일에 확인함.
18. ↑  “논란을 대비하고, 표현에 금기가 없다... 일본에서 가장 강한 래퍼, Ryofu Karma가 말한다, "독창적이지 않은 예술가에게는 어떤 가치가 있는가?"”. 《도카이 TV》 (TOKAI TELEVISION BROADCASTING CO., LTD.).
19. ↑  “【논란】Ryoff Karma가 X에서 "핑크색" Koi-Yamagata 역에 대한 게시물을 올리고, 돗토리 현지사는 "당신은 속았다"고 말한다”. 《메자마시 미디어》 (후지 TV).
20. ↑  “드디어 결정! 누가 일본을 통일할 것인가!? TEAM Kanagawa vs TEAM Tokai (결승) / 프리스타일 일본 통일 【#23】”. 《ABEMA HIPHOP Official Channel》.
21. ↑  “Ryoff Karma를 가까이에서 보다! "Karuma no Ki" 프로그램에서 그의 진면목을 보여준다”. 《도쿄 TV 플러스》.
22. ↑  “Ryoff Karma가 울었다!? 현역 래퍼가 인기 랩 배틀 소설 "Represent Mom"의 매력을 이야기하다!”. 《다 빈치 웹》.
23. ↑  “Micra Okan (본명: Mayosei Shimosaki)가 "NIKKEI RAP LIVE VOICE"에서 Ryoff Karma 상을 수상하다”. 《타운 뉴스》.
24. ↑  “"프리스타일 일본 통일" #14 ? 가장 강력한 현역 래퍼 Ryoff Karma의 데뷔에서 예상치 못한 판단”. 《리얼 사운드》.
25. ↑  “작년 내가 본 것 중에서 가장 좋다고 래퍼 Ryoff Karma가 칭찬한 만화”. 《BOOK Watch》 (J-CAST).
26. ↑  “Ryoff Karma는 자신이 잘하는 분야에서 경쟁할 수 있는 자리를 찾아 래퍼가 되었다”. 《뉴스 크런치》.
27. ↑  “AI 래퍼｜프로젝트”. 《CREATIVITY 대학》.
28. ↑  “"Rap × Breaking" 두 힙합 스타일이 즉석 라이브 세션에서 교차하다! "Hiphop Crossing"의 첫 번째 세션에서 Ryoff Karma와 Shigekix의 협업 영상 등장!”. 《SPORTS BULL》 (스포츠 커뮤니케이션 Inc.).
29. ↑  “PTA 강의, 소설 출판... 이제 랩 기술이 자랑스럽게 선보여진다”. 《ikkei MJ》 (일본 경제 신문). 2020년 1월 1일. 2024년 10월 23일에 확인함.
30. ↑  “래퍼 SKRYU, 빚으로 인해 고민했던 시절을 반영한 새로운 EP "MUNASAWAGI" 발매! 그의 다음 목표는 R-Shitei와 Ryoff Karma와 같은 인물이 되는 것!?”. 《Shukan Josei PRIME》.
31. 1 2  “=2023년 상반기 돌파 후보 1위 Ryoff Karma: "그의 독특한 캐릭터는 큰 매력"”. 《Nikkan Cyzo》 (Cyzo Inc.). 2023년 1월 5일. 2024년 10월 23일에 확인함.
32. ↑  “Ryoff Karma 인터뷰: "내 가사에는 금기가 없다"”. 《Good Book Good Day (Asahi Shimbun Publishing)》. 2018년 9월 30일.
33. ↑  “Ryoff Karma, "Gogosuma" 첫 출연: "이건 온도 변화를 집요하게 추적하는 쇼 아니냐?"”. 《Daily》 (Daily Sports Co., Ltd.). 2022년 10월 25일. 2024년 10월 23일에 확인함.
34. ↑  “마약 소지로 체포된 래퍼에 대한 "경찰 도발" 발언으로 논란을 일으킨 Ryoff Karma: "너무 무책임하고 무섭다"”. 《Yahoo! JAPAN News》 (Yahoo! JAPAN). 2024년 10월 23일. 2024년 10월 23일에 확인함.[깨진 링크(과거 내용 찾기)]
35. ↑  “Ryoff Karma: 만화가, 회사원, 반장, 33세에 랩에 전념하기 위해 그만두다: "랩만으로 먹고살려고 하면 나쁜 일에 휘말리게 된다"”. 《Fujin Koron.jp》 (Chuo Koron Shinsha). 2023년 7월 20일. 2024년 10월 23일에 확인함.
36. ↑  “학자 식사”. 《Audible》 (Audible, Inc). 2024년 10월 4일. 2024년 10월 23일에 확인함.
37. ↑  “마츠코 디럭스가 왜 이렇게 사람들을 끌어들이는가?”. 《NEWS Post Seven》. 2022년 2월 5일.
38. 1 2  “Ryoff Karma가 후지 TV 스페셜에서 그의 논평 기술을 보여주며, '두 번째 마츠코 디럭스'가 될 수도 있다”. 《Nikkan Cyzo》 (Cyzo Inc.). 2022년 8월 20일. 2024년 10월 23일에 확인함.
39. ↑  “마츠코는 왜 이렇게 사람들을 매료시키는가?”. 《Toyokeizai》. 2015년 12월 8일.
40. ↑  “2023년 상반기 '받아들일 수 없는 돌파 스타': 3위 Ryoff Karma, 2위 아이카 칸다, 1위는 누구?”. 《Josei Jishin》. 2023년 7월 22일.

## 추가 읽을거리
- Ryofu Karma『흔들리지 않는 사람(ブレん人)』2023.Cosmic Publishing ISBN 978-4774792873
- 『Ryofu Karma 1st Photobook』2023.One Publishing. ISBN 978-4651204123